# Rio Bârzești
O Rio Bârzeşti é um rio da Romênia afluente do Rio Groşeni, localizado no distrito de Arad.